# Pareto (Piemont)
Pareto , (Parèj en piemontès) és un municipi situat al territori de la província d'Alessandria, a la regió del Piemont (Itàlia).
Limita amb els municipis de Cartosio, Giusvalla, Malvicino, Mioglia, Ponzone, Sassello i Spigno Monferrato.
Pertanyen al municipi els veïnats de Miogliola, Roboaro i Giuliani.